# N.E.C. in het seizoen 1958/59
Het seizoen 1958/1959 was het vijfde jaar in het bestaan van de Nijmeegse betaaldvoetbalclub N.E.C.. De club kwam uit in de Tweede divisie B en eindigde daarin op de zesde plaats. Tevens deed de club mee aan het toernooi om de KNVB beker, hierin werd de club in de vierde ronde, na verlenging, uitgeschakeld door Zwartemeer (1–2).

## Wedstrijdstatistieken

### Tweede divisie B
|       | Be Quick | Enschedese Boys | Go Ahead | Heerenveen | Oldenzaal | Oosterparkers | PEC   | Rheden | Tubantia | Veendam | Velocitas | Zwartemeer | Zwolsche Boys |
| ----- | -------- | --------------- | -------- | ---------- | --------- | ------------- | ----- | ------ | -------- | ------- | --------- | ---------- | ------------- |
| Thuis | 3 – 1    | 0 – 2           | 0 – 0    | 1 – 0      | 0 – 1     | 3 – 1         | 0 – 0 | 1 – 2  | 3 – 1    | 1 – 2   | 2 – 2     | 2 – 0      | 3 – 0         |
| Uit   | 0 – 5    | 2 – 1           | 1 – 1    | 2 – 1      | 1 – 3     | 1 – 1         | 1 – 1 | 1 – 2  | 1 – 1    | 2 – 0   | 1 – 1     | 1 – 4      | 5 – 1         |

### KNVB beker
| Voorronde                                          | N.E.C.                                   | 2 – 0 (1 – 0)                           | AGOVV                                                |
| 28 september 1958 Plaats: Nijmegen Goffertstadion  | Toon Mijling 20', 88'                    |                                         |                                                      |
| 1e ronde                                           | Be Quick Z                               | 0 – 5 (0 – 0)                           | N.E.C.                                               |
| 28 december 1958 Plaats: Zutphen Sportpark Marsweg |                                          |                                         | –', –', –' Rein Bosch Moises Bicentini Teun Willemse |
| 2e ronde                                           | N.E.C.                                   | 3 – 3 (3 – 3, 1 – 2) Na strafschoppen   | TOP                                                  |
| 22 maart 1959 Plaats: Nijmegen Goffertstadion      | Rein Bosch 22', 51' Leo Kuhnen –' (pen.) |                                         | Vos 15', 66' Piet Timmermans                         |
| 3e ronde                                           | N.E.C.                                   | 0 – 0 Na verlenging en na strafschoppen | DOS                                                  |
| 21 mei 1959 Plaats: Nijmegen Goffertstadion        |                                          |                                         |                                                      |
| 4e ronde                                           | N.E.C.                                   | 1 – 2 (1 – 1, 1 – 0) Na verlenging      | Zwartemeer                                           |
| 27 mei 1959 Plaats: Nijmegen Goffertstadion        | Moises Bicentini 40'                     |                                         | 83' Tonny Roosken 117' Hans Kalter                   |

## Statistieken N.E.C. 1958/1959

### Eindstand N.E.C. in de Nederlandse Tweede divisie B 1958 / 1959
| Stand | Gespeeld | Gewonnen | Gelijk | Verloren | Punten | Doelpunten voor | Doelpunten tegen |
| ----- | -------- | -------- | ------ | -------- | ------ | --------------- | ---------------- |
| 6e    | 26       | 10       | 8      | 8        | 28     | 41              | 31               |

### Topscorers
| #      | Naam                   | Goal |
| ------ | ---------------------- | ---- |
| 1.     | Tini van Reeken        | 12   |
| 2.     | Rein Bosch             | 6    |
| 2.     | Teun van Ringelenstein | 6    |
| 4.     | Jan van Boxtel         | 5    |
| 4.     | Teun Willemse          | 5    |
| 6.     | Moises Bicentini       | 3    |
| 7.     | Frans Sewalt           | 2    |
| 8.     | Leo Kuhnen             | 1    |
| 8.     | Theo Vermeulen         | 1    |
| Totaal | Totaal                 | 41   |

| #      | Naam             | Goal |
| ------ | ---------------- | ---- |
| 1.     | Rein Bosch       | 5    |
| 2.     | Moises Bicentini | 2    |
| 2.     | Toon Mijling     | 2    |
| 4.     | Leo Kuhnen       | 1    |
| 4.     | Teun Willemse    | 1    |
| Totaal | Totaal           | 11   |